# Polycystididae
Famille
Les Polycystididae sont une famille de vers plats aquatiques de l'ordre des Rhabdocoela (infra-ordre des Eukalyptorhynchia  et sous-ordre des Kalyptorhynchia). Cette famille contient plus de 250 espèces.

## Écologie
Malgré leur petite taille, des espèces de Polycystididae des genres Carcharodorhynchus et Myobulla  ou de la sous-famille des Polycystidinae ont été observées parasitées par des sporozoaires du genre Austrorhynchus.

## Systématique
Le nom valide complet (avec auteur) de ce taxon est Polycystididae Graff, 1905.

### Synonyme de Polycystididae
Polycystididae a pour synonyme Polycystidae. Il s'agit d'une erreur orthographique opérée par Micoletzky en 1910, et d'autres auteurs.

### Sous-taxons
Selon la base de données World Register of Marine Species (29 décembre 2023), la famille des Polycystididae regroupe les sous-familles et genres suivants :
- Famille des Polycystididae
  - sous-famille des Gemelliclininae Evdonin, 1977
    - genre Gemelliclinus Evdonin, 1970
    - genre Palladia Evdonin, 1977

  - sous-famille des Gyratricinae Graff, 1905
    - genre Gallorhynchus Schockaert & Brunet, 1971
    - genre Gyratrix Ehrenberg, 1831

  - sous-famille des Phonorhynchoidinae Tessens, Janssen & Artois, 2014
    - genre Annalisella Karling, 1978
    - genre Brachyrhynchoides Artois, Willems, Reygel & Schockaert, 2013
    - genre Djeziraia Schockaert, 1971
    - genre Phonorhynchoides Beklemischev, 1927
    - genre Phonorhynchopsis Willems & Artois, 2017

  - sous-famille des Polycystidinae Schockaert & Karling, 1970
    - genre Acrorhynchides Strand, 1928
    - genre Alcha Marcus, 1949
    - genre Antiboreorhynchus Karling, 1952
    - genre Austrorhynchus Karling, 1952
    - genre Bermudorhynchus Karling, 1978
    - genre Cincturorhynchus Evdonin, 1970
    - genre Duplacrorhynchus Schockaert & Karling, 1970
    - genre Fungorhynchus Karling, 1952
    - genre Galapagorhynchus Artois & Schockaert, 1999
    - genre Graffiellus Hornung, 2016
    - genre Hawadlia Schockaert, 1971
    - genre Koinocystella Karling, 1952
    - genre Marcusia Artois & Schockaert, 1998
    - genre Megaloascos Evdonin, 1970
    - genre Opisthocystis Sekera, 1911
    - genre Parachrorhynchus Karling, 1956
    - genre Paraustrorhynchus Karling & Schockaert, 1977
    - genre Paulodora Marcus, 1948
    - genre Phonorhynchus Graff, 1905
    - genre Polycydora Diez, Sanjuan, Reygel & Artois, 2018
    - genre Polycystis Kölliker, 1845
    - genre Porrocystis Reisinger, 1926
    - genre Progyrator Sekera, 1901
    - genre Pseudorogneda Wang & Xie, 2020
    - genre Pygmorhynchus Artois & Schockaert, 1999
    - genre Rogneda Uljanin, 1870

  - sous-famille des Psammopolycystidinae Evdonin, 1977
    - genre Phonorhynchella Karling, 1956
    - genre Psammopolycystis Meixner, 1938

  - sous-famille des Scanorhynchinae Tessens, Janssen & Artois, 2014
    - genre Annulorhynchus Karling, 1956
    - genre Danorhynchus Karling, 1955
    - genre Gyratricella Karling, 1955
    - genre Neopolycystis Karling, 1955
    - genre Scanorhynchus Karling, 1955

  - sous-famille des Typhlopolycystidinae Evdonin, 1977
    - genre Brunetorhynchus Schockaert, Martens, Revis, Janssen, Willems & Artois, 2014
    - genre Lagenopolycystis Artois & Schockaert, 2000
    - genre Limipolycystis Schilke, 1970
    - genre Myobulla Artois & Schockaert, 2000
    - genre Papia Karling, 1956
    - genre Sabulirhynchus Artois & Schockaert, 2000
    - genre Stradorhynchus Willems, Schockaert & Artois, 2006
    - genre Typhlopolycystis Karling, 1956

  - genre Alchoides Willems, Schockaert & Artois, 2006
  - genre Ametochus Willems, Schockaert & Artois, 2006
  - genre Arrawarria Willems, Schockaert & Artois, 2006
  - genre Duplexostylus Willems, Schockaert & Artois, 2006
  - genre Rostracilla Rundell & Leander, 2014
  - genre Thinodactylaina Rundell & Leander, 2014
  - genre Triaustrorhynchus Willems, Schockaert & Artois, 2006
  - genre Yaquinaia Schockaert & Karling, 1970

### Synonymes, suppressions
Les taxons suivants sont synonymes ou supprimés :
- Dans la sous-famille des Phonorhynchoidinae Tessens, Janssen & Artois, 2014 : 
  - le genre Brachyrhynchus Artois & Schockaert, 2013 est Brachyrhynchoides Artois, Willems, Reygel & Schockaert, 2013. Le nom de genre Brachyrhynchus est déjà utilisé dans la famille d'insecte des Curculionidae.
  - le genre Torkarlingia Mack-Fira, 1971 est Djeziraia Schockaert, 1971.
- Dans la sous-famille des Polycystidinae Schockaert & Karling, 1970 :
  - le genre Acrorhynchus Graff, 1882, synonyme junior de Acrorhychus Milne-Edwards, 1879, est Acrorhynchides Strand, 1928
  - le genre Albertorhynchus Schockaert, 1976 est Rogneda Uljanin, 1870
  - le genre Gyratoris est Gyratrix Ehrenberg, 1831 de la sous-famille des Gyratricinae. Ce nom Gyratoris provient d'une confusion avec le génitif de Gyrator utilisé par Diesing en 1862 pour désigner en latin une espèce de Gyrator.
  - le genre Klattia Kepner, Stirewalt & Ferguson, 1939 est Opisthocystis Sekera, 1911
  - le genre Leucon Uljanin, 1870 est Progyrator Sekera, 1901. Le nom est déjà utilisé par Leucon Krøyer, 1846, un genre de Crustacé.
  - le genre Leuconoplana Leuckart, 1871 est Progyrator Sekera, 1901
  - le genre Macrorhynchus Graff, 1882 est Graffiellus Hornung, 2016. C'est un synonyme junior de Macrorhynchus Dunker, 1843.
  - le genre Paracrorhynchus est Parachrorhynchus Karling, 1956. Il s'agit d'une erreur orthographique.
  - le genre Pseudopolycystis Meixner, 1938 est Acrorhynchides Strand, 1928. C'est un Nomen nudum pour Meixner en 1938. Il a été synonymisé en Acrorhynchides par Karling en 1963.
  - le genre Zuccaria Marcus, 1948 est Polycystis Kölliker, 1845. Les deux espèces de Zuccaria se trouvent désormais dans les genres Polycystis Kölliker, 1845 et Paulodora Marcus, 1954.
- Dans la sous-famille des Typhlopolycystidinae Evdonin, 1977, le genre Lagenorhynchus Brunet, 1965 est Lagenopolycystis Artois & Schockaert, 2000. Lagenorhynchus était déjà utilisé par Lagenorhynchus Gray, 1846, un genre de dauphin.
- La sous-famille des Acrorhynchidinae Evdonin, 1977 est supprimée.
- La sous-famille des Acrorhynchina Graff, 1882 est Acrorhynchidinae Evdonin, 1977 sus-nommée.
- La sous-famille des Duplacrorhynchinae Schockaert & Karling, 1970 est supprimée.
- La sous-famille des Macrorhynchinae Evdonin, 1977 est supprimée.
- La sous-famille des Porrocystidinae Evdonin, 1977 est supprimée.
- La sous-famille des Rognedinae Evdonin, 1977 est supprimée.
- La sous-famille des Polycystididae incertae sedis est un nom temporaire, vide d'espèce.
- Le genre Listia Ax, 1959 est Cystiplana Karling, 1964. C'est un Nomen nudum décrit ultérieurement par Karling en 1964 sous le nom de genreCystiplana dans la nouvelle famille des Cystiplanidae.
- Le genre Ludmila Uljanin, 1870 est Acrorhynchides Strand, 1928, de la sous-famille des Polycystidinae.
- Le genre Syltorhynchus Noldt, 1989 est Gallorhynchus Schockaert & Brunet, 1971, de la sous-famille des Gyratricinae.

### Publication originale
(de) Ludwig von Graff, « Marine Turbellarien Orottavas und der Küsten Europas », Zeitschrift fur wissenschaftlige Zoologie, vol. 83, 1905, p. 68-150 lire